# 格利登鎮區 (愛荷華州卡洛爾縣)
格利登鎮區（英語：Glidden Township）是位於美國愛荷華州卡洛爾縣的一個行政鎮區。

## 地方資料
根據2010年美國人口普查的數據，格利登鎮區的面積為93.96平方千米，當中陸地面積為93.86平方千米，而水域面積為0.10平方千米。當地共有人口1589人，而人口密度為每平方千米16.91人。